# Двулепестник
Двулепе́стник, или Цирце́я, или Чаро́вница (лат. Circáea) — род травянистых растений семейства Кипрейные (Onagraceae).

## Ботаническое описание

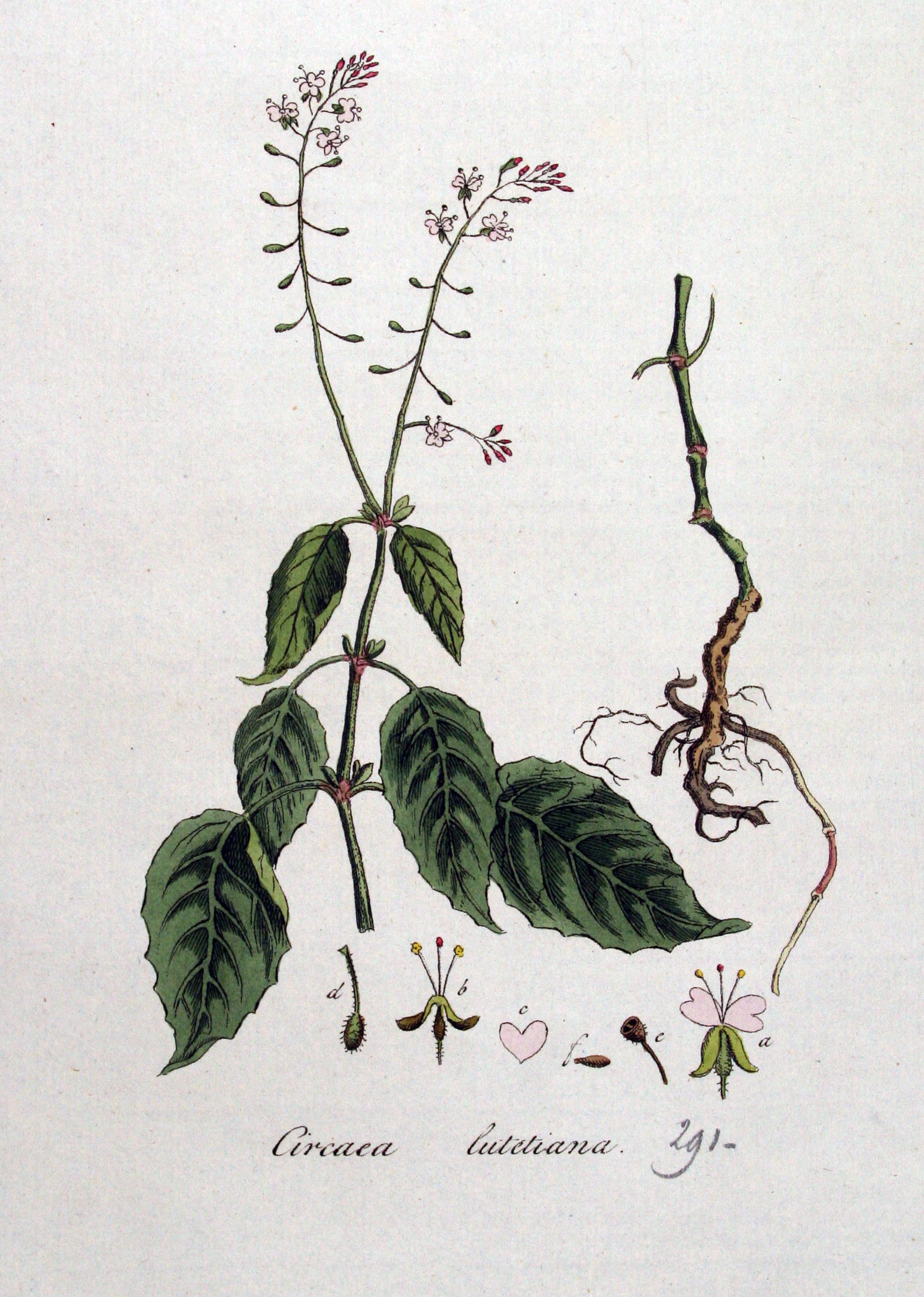
Двулепестник парижский (Circaea lutetiana).

Многолетние травянистые растения. Листья супротивные, яйцевидные. Цветки белые или красноватые, собраны в кисти, симметричные, двумерные: чашелистики, лепестки и тычинки по 2, завязь 1—2-гнёздная. Плод — 1—2-семянный орешек, покрытый крючковатыми щетинками.

## Классификация

### Таксономическое положение
- Circaea L., 1753, Sp. Pl. : 9

Род Двулепестник входит в семейство Кипрейные (Onagraceae) порядка Миртоцветные (Myrtales) последовательно входящий в клады Мальвиды → Розиды → Суперрозиды → Эвдикоты → Цветковые растения. Таксономическая схема в соответствии с Системой APG IV по состоянию на декабрь 2023 года:
|  |                          |  |                                   |                                   |                     |  | еще 8 семейств |            |                  |                                                                  |
|  |                          |  |                                   |                                   |                     |  |                |            |                  | 15 подтвержденных вида и 6 таксонов в статусе "неподтвержденных" |
|  |                          |  |                                   | порядок Миртоцветные              |                     |  |                |            | род Двулепестник |                                                                  |
|  |                          |  |                                   | порядок Миртоцветные              |                     |  |                |            | род Двулепестник |                                                                  |
|  | клада Цветковые растения |  |                                   |                                   | семейство Кипрейные |  |                |            |                  |                                                                  |
|  | клада Цветковые растения |  |                                   |                                   |                     |  |                |            |                  |                                                                  |
|  |                          |  | ещё 63 порядка цветковых растений | ещё 63 порядка цветковых растений |                     |  |                | еще 21 род | еще 21 род       |                                                                  |
|  |                          |  |                                   | ещё 63 порядка цветковых растений |                     |  |                |            | еще 21 род       |                                                                  |

### Виды
- Circaea alpina L. — Двулепестник альпийский
- Circaea cordata Royle — Двулепестник сердцелистный
- Circaea ×decipiens Boufford
- Circaea ×dubia H.Hara
- Circaea erubescens Franch. & Sav.
- Circaea glabrescens (Pamp.) Hand.-Mazz.
- Circaea ×intermedia Ehrh. — Двулепестник промежуточный, или Двулепестник средний
- Circaea lutetiana L. typus — Двулепестник парижский
- Circaea ×mentiens Boufford
- Circaea mollis Siebold & Zucc. — Двулепестник мягкий
- Circaea ×ovata (Honda) Boufford
- Circaea repens Wall. ex Asch. & Magnus
- Circaea ×skvortsovii Boufford
- Circaea ×sterilis Boufford
- Circaea ×taronensis H.Li